# دوري الدرجة الأولى الكويتي 2008–09
بدأ دوري الدرجة الأولى الكويتي لموسم 2008/2009 في يوم 16 أكتوبر 2008، ويشارك في الدوري ستة فرق بعد هبوط نادي الساحل الكويتي ونادي الجهراء من الدوري الكويتي 2007/2008، وتأهل نادي الشباب الكويتي إليه.

## الفرق المشاركة
| الفريق              | المدرب       | المركز في الموسم السابق                       |
| ------------------- | ------------ | --------------------------------------------- |
| نادي الجهراء        | ماريان       | التاسع (الدوري الكويتي 2007/2008)             |
| نادي خيطان          | فوزي إبراهيم | الرابع (دوري الدرجة الأولى الكويتي 2007/2008) |
| نادي الساحل الكويتي | تسليو أوريل  | الثامن (الدوري الكويتي 2007/2008)             |
| نادي الصليبيخات     | ثامر عناد    | الثالث (دوري الدرجة الأولى الكويتي 2007/2008) |
| نادي الفحيحيل       | يان بيفارنيك | الثاني (دوري الدرجة الأولى الكويتي 2007/2008) |
| نادي اليرموك        | ياردا        | الخامس (دوري الدرجة الأولى الكويتي 2007/2008) |

## ترتيب الدوري
1 الفريق
2 لعب
3 فاز
4 تعادل
5 خسر
6 له
7 عليه
8 النقاط
9|_
1| نادي الفحيحيل
2| 2
3|1
4| 0
5| 1
6| 4
7| 9
8| 3
9|-

| نادي الجهراء        | 1 | 1 | 0 | 1 | 5            | 4 | 3 |   |   |   |   |   |
| نادي الصليبيخات     | 2 | 1 | 0 | 1 | 2            | 2 | 3 |   |   |   |   |   |
| نادي خيطان          | 2 | 2 | 0 | 0 | نادي اليرموك | 2 | 0 | 1 | 1 | 2 | 3 | 1 |
| نادي الساحل الكويتي | 2 | 0 | 1 | 1 | 0            | 1 | 1 |   |   |   |   |   |

## أحداث من البطولة
في يوم 16 أكتوبر 2008، أصيب الحكم حميد عرب قبل بداية مباراة نادي الفحيحيل ونادي الصليبيخات، مما أضطره للاعتذار عن تحكيم المباراة، فقام مراقب المباراة بإستدعاء الحكم عبد الحميد البلوشي لإدارة المباراة، وقد تأخرت المباراة لمدة 20 دقيقة.
في يوم 31 أكتوبر 2008 لم يحضر الحكم المساعد عبد العزيز المطيري إلى مباراة نادي الصليبيخات ونادي الساحل الكويتي لاعتقاده بأن المباراة ستلعب يوم 1 نوفمبر، وقام الحكم الرابع عباس الشمري بالعمل كمساعد، والاستعانة بالحكم يعقوب المطيري كحكم رابع الذي وصل إلى الملعب بعد بدأ المباراة بنصف ساعة.

## إحصائيات
أكثر الفرق فوزا
- نادي الفحيحيل (2)

أقل الفرق فوزا
- نادي الساحل الكويتي (0)
- نادي اليرموك (0)

أكثر الفرق تعادلا
- نادي الساحل الكويتي (1)
- نادي اليرموك (1)

أقل الفرق تعادلا
- نادي الجهراء (0)
- نادي الفحيحيل (0)
- نادي الصليبيخات (0)
- نادي خيطان (0)

أكثر الفرق خسارة
- نادي الصليبيخات (1)
- نادي خيطان (1)
- نادي الجهراء (1)
- نادي الساحل الكويتي (1)
- نادي اليرموك (1)

أقل الفرق خسارة
- نادي الفحيحيل (0)

أكثر الفرق تسجيلا للأهداف
- نادي الجهراء (5)
- نادي خيطان (5)

أقل الفرق تسجيلا للأهداف
- نادي الساحل الكويتي (0)

أكثر الفرق استقبالا للأهداف
- نادي خيطان (6)

أقل الفرق استقبالا للأهداف
- نادي الساحل الكويتي (1)

## الانضباط
حالات الطرد
- سلطان عزارة (نادي الفحيحيل × نادي الجهراء 1:2 في 31 أكتوبر 2008).[3]

### الهداف
ثلاثة أهداف
- محمد راكان (الفحيحيل)

هدفين
- يوسف عواد (الجهراء)
- إيمانويل ديمبا (الجهراء)
- محمد عثمان (خيطان)
- مشعل ذياب (الصليبيخات)

أكبر عدد من الأهداف يسجل في مباراة واحدة من قبل لاعب
- يوسف عواد (هدفين في مباراة نادي الجهراء × نادي خيطان في 16 أكتوبر 2008 [4]).
- محمد راكان (هدفين في مباراة نادي الفحيحيل × نادي الجهراء في 31 أكتوبر 2008) .
- محمد عثمان (هدفيت في مباراة نادي خيطان × نادي اليرموك في 31 أكتوبر 2008) .